# GDP-manozna 3,5-epimeraza
GDP-manozna 3,5-epimeraza (EC 5.1.3.18, GDP-D-manoza:GDP-L-galaktoza epimeraza, guanozin 5'-difosfat D-manoza:guanozin 5'-difosfat L-galaktoza epimeraza) je enzim sa sistematskim imenom GDP-manoza 3,5-epimeraza. Ovaj enzim katalizuje sledeću hemijsku reakciju
GDP-manoza {\displaystyle \rightleftharpoons } GDP-L-galaktoza

## Literatura
- Nicholas C. Price; Lewis Stevens (1999). Fundamentals of Enzymology: The Cell and Molecular Biology of Catalytic Proteins (Third изд.). USA: Oxford University Press. ISBN 019850229X.
- Eric J. Toone (2006). Advances in Enzymology and Related Areas of Molecular Biology, Protein Evolution (Volume 75 изд.). Wiley-Interscience. ISBN 0471205036.
- Branden C; Tooze J. Introduction to Protein Structure. New York, NY: Garland Publishing. ISBN 0-8153-2305-0.
- Irwin H. Segel. Enzyme Kinetics: Behavior and Analysis of Rapid Equilibrium and Steady-State Enzyme Systems (Book 44 изд.). Wiley Classics Library. ISBN 0471303097.

## Spoljašnje veze
- GDP-mannose+3,5-epimerase на 